# Ozemlja pod okupacijo Izraela
Ozemlja pod zasedbo Izraela so ozemlja, ki jih je Izrael zavzel in zasedel med šestdnevno vojno leta 1967. Medtem ko se izraz trenutno uporablja za palestinska ozemlja in Golansko planoto, se je v preteklosti uporabljal tudi za območja, ki jih je Izrael nekoč zasedal, npr. Sinajski polotok in južni Libanon. Pred zmago Izraela v šestdnevni vojni sta si okupirana ozemlja v Palestini delila Egipt in Jordanija: Egipt je zasedel območje Gaze, Jordanija pa si je priključila Zahodni breg; Sinajski polotok in Golanska planota sta bila pod suverenostjo Egipta oziroma Sirije. Fraza »okupirana ozemlja« v povezavi z Izraelom je moč najti v Resoluciji Varnostnega sveta Združenih narodov št. 242, sestavljeni po šestdnevni vojni, ki je zahtevala: »vzpostavitev pravičnega in trajnega miru na Bližnjem vzhodu na naslednjih načelih: [...] umika izraelskih oboroženih sil z ozemelj, zasedenih v nedavnem konfliktu [...] spoštovanja in priznanja suverenosti, ozemeljske celovitosti in politične neodvisnosti vseh držav na tem območju ter njihove pravice živeti v miru znotraj varnih in priznanih meja brez groženj ali dejanj sile.«
Od leta 1967 do 1981 so bila štiri območja pod upravo izraelskega vojaškega guvernerja; Združeni narodi (ZN) so jih imenovali »zasedena arabska ozemlja«. Izraelski vojaški guvernat je bil razpuščen leta 1981, dve leti po mirovni pogodbi med Egiptom in Izraelom, po kateri je Egipt priznal Izrael, Izrael pa je Egiptu vrnil Sinajski polotok. Po sklenitvi mirovne pogodbe z Egiptom je Izrael z zakonom o Golanski planoti priključil Golansko planoto svojemu severnemu okrožju ter Zahodni breg in Gazo priključil izraelski civilni upravi. Kljub razpustitvi vojaške vlade in v skladu z egiptovskimi zahtevami se je izraz zasedena arabska ozemlja dalje uporabljal za Zahodni breg (skupaj z vzhodnim Jeruzalemom, ki ga je Izrael de facto priključil leta 1980), območje Gaze in Golansko planoto. Od leta 1999 do začetka leta 2013 se je izraz »zasedeno palestinsko ozemlje« uporabljal za ozemlja na Zahodnem bregu in v Gazi, ki jih je nadzoroval začasni upravni organ države Palestine, Palestinska nacionalna oblast (PNA).
Meddržavno sodišče (ICJ), Generalna skupščina ZN in Varnostni svet ZN obravnavajo vsi Izrael kot okupacijsko silo na ozemljih. Posebni poročevalec ZN Richard Falk je izraelsko okupacijo označil za žalitev mednarodnega prava. Vrhovno sodišče Izraela je razsodilo, da Izrael upravlja Zahodni breg kot vojaško okupacijo. Po Sassonovem poročilu je izraelsko vrhovno sodišče z vrsto različnih sodnikov tekom več kot štirih desetletij vedno znova trdilo, da za izraelsko prisotnost na Zahodnem bregu velja mednarodno pravo. Izraelske vlade so za Zahodni breg raje uporabljale izraz »sporna ozemlja«.  
Izrael se je leta 2005 enostransko umaknil z območja Gaze. ZN in številne organizacije za človekove pravice še naprej obravnavajo Izrael kot okupacijsko silo na območju Gaze.   Izrael zavrača to karakterizacijo.  24. septembra 2021 je predsednik PNA Mahmud Abas v govoru pred Generalno skupščino ZN dal Izraelu enoletni ultimat, da konča svojo vojaško okupacijo palestinskih ozemelj; izjavil je, da bo v nasprotnem primeru prišlo do umika palestinskega priznanja Izraela na podlagi meja iz leta 1967 iz leta 1993 (v skladu s prvim sporazumom iz Osla) in predložitev zadeve ICJ. Abas je v svojem govoru izraelsko politiko označil za apartheid, ki temelji na etničnem čiščenju. 

## Razvoj od 1916 do danes
Okupator ima zaradi zasedbe ozemlja določene pravne obveznosti po mednarodnem pravu. Mednarodno pravo pozna nekaj vojnih zakonov, ki urejajo vojaško okupacijo, tako Haaški konvenciji iz let 1899 in 1907 ter Četrta ženevska konvencija.  Ena od teh obveznosti je ohraniti status quo do podpisa mirovne pogodbe, razrešiti posebne pogoje, opisane v mirovni pogodbi, ali oblikovanje nove civilne vlade. 
Izrael spodbija - v celotni ali delno - trditev, da je okupator palestinskimi ozemelj, in če že je, v kakšnem obsegu to velja. To velja tudi za vprašanje, ali izraelske naselbine na teh ozemljih kršijo obveznosti Izraela kot okupacijske sile - ali pomenijo resno kršitev ženevskih konvencij in ali so celo vojni zločin.   Leta 2015 je več kot 800.000 Izraelcev, to je skoraj 13 % judovskega prebivalstva Izraela, živelo onkraj črte premirja iz leta 1949. 

## Sinajski polotok
Izrael je leta 1967 v šestdnevni vojni Egiptu odvzel Sinajski polotok. Ustanovil je naselbine ob Akabskem zalivu in v severovzhodnem delu, tik pod Gazo. Po načrtih naj bi je naselje Yamit razširili v mesto z 200.000 prebivalci,  čeprav dejansko prebivalstvo Yamita ni preseglo 3.000.  Sinajski polotok je bil po letu 1979 postopno vrnjen Egiptu v okviru mirovne pogodbe med Egiptom in Izraelom. V skladu s pogodbo je Izrael evakuiral izraelske vojaške objekte in civilna naselja, da je nato z Egiptom vzpostavil "normalne in prijateljske odnose ".  Izrael je do leta 1982 razgradil osemnajst naselbin, dve bazi letalskih sil, pomorsko bazo in druge objekte, med drugim edini naftni vir pod izraelskim nadzorom. Evakuacija civilnega prebivalstva, ki je potekala leta 1982, je bila v nekaterih primerih nasilna, tako evakuacija Yamita. Naselja so porušili, saj se je bilo bati, da se bodo naseljenci po evakuaciji poskušali vrniti na svoje domove. Sinajski polotok se od leta 1982 dalje ne obravnava več kot okupirano ozemlje.

## Južni Libanon
Izraelska okupacija južnega Libanona se je zgodila po tem, ko je Izrael med libanonsko vojno leta 1982 napadel Libanon, potem pa v južnem Libanonu obdržal svoje sile za podporo milici krščanske južnolibanonske vojske. Leta 1982 so med spopadi v okviru širše libanonske državljanske vojne izraelske obrambne sile (IDF) in zavezniške krščanske milice svobodne libanonske vojske zavzele velike dele Libanona, med drugim prestolnico Bejrut. Pozneje se je Izrael med letoma 1983 in 1985 umaknil z delov zasedenega območja, vendar je dalje delno nadzoroval obmejno regijo, znano kot Varnostni pas južnega Libanona, sprva v sodelovanju s samooklicano Svobodno libanonsko državo, ki je izvajala omejeno oblast nad deli južnega Libanona do leta 1984, kasneje, do leta 2000, pa z upravo varnostnega pasu Južnega Libanona in njeno vojsko Južnega Libanona (oblikovano iz Svobodne libanonske vojske). Namen varnostnega pasu je bil za Izrael ustvariti prostor, ki bo ločeval mesta na severni meji od teroristov, ki so doma v Libanonu.
Med prisotnostjo v varnostnem pasu je IDF zasedala številne položaje in podpirala SLA, ki je prevzela vsakdanje življenje na varnostnem območju, sprva kot uradna sila svobodne libanonske države in kasneje kot zavezniška milica. Tako je južno-libanonska vojska je nadzorovala zapor v Khiamu. Poleg tega so se v varnostnem pasu nahajale sile Združenih narodov (ZN) in začasne sile Združenih narodov v Libanonu (UNIFIL) (od konca operacije Litani leta 1978 dalje).
Pas je bil širok nekaj kilometrov in je obsegal približno 10 % celotnega ozemlja Libanona. V njem je živelo okoli 150.000 ljudi, ki so živeli v 67 vaseh in mestih, po poreklu šiiti, maroniti in Druzi (večina jih je živela v mestu Hasbaya). V osrednjem območju pasu je bilo maronitsko mesto Marjayoun, ki je bilo glavno mesto varnostnega pasu. Prebivalci, ki so ostali na varnostnem območju, so bili veliko v stiku z Izraelom, mnogi med njimi so bili v Izraelu zaposleni in prejemali različne storitve Izraela.
Pred izraelskimi volitvami maja 1999 je predsednik izraelske vlade Ehud Barak obljubil, da se bodo v enem letu vse izraelske sile umaknile iz Libanona. Ko so pogajanja med Izraelom in Sirijo propadla – cilj pogajanj je bil doseči mirovni sporazum tudi med Izraelom in Libanonom zaradi sirske okupacije Libanona pred 2005 – je Barak 24. maja 2000 umaknil IDF na izraelsko mejo. Med premikom na mednarodno priznano Modro črto ni bil ubit ali ranjen noben vojak.

## Golanska planota
Izrael je leta 1967 v šestdnevni vojni zasedel sirsko Golansko planoto. 11. junija 1967 je bilo podpisano premirje in Golanska planota je prešla pod izraelsko vojaško upravo. Sirija je zavrnila Resolucijo VS ZN št. 242 z dne 22. novembra 1967, ki je pozivala k vrnitvi izraelsko zasedenih državnih ozemelj v zameno za miroljubne odnose. Izrael je sprejel Resolucijo 242 v govoru v Varnostnem svetu 1. maja 1968. Marca 1972 je Sirija "pogojno" sprejela Resolucijo 242. Maja 1974 je bil podpisan sporazum o umiku med Izraelom in Sirijo.
V jomkipurski vojni leta 1973 je Sirija Golansko planoto skušala ponovno zavzeti , vendar brez uspeha. Izrael in Sirija sta leta 1974 podpisala sporazum o prekinitvi ognja, ki je pustil skoraj vso planoto pod izraelskim nadzorom, ozko demilitarizirano območje pa je vrnil pod nadzor Sirije. Opazovalne sile Združenih narodov so bile ustanovljene leta 1974 kot pufer med nasprotnikoma.  Sirija je s tem, da je uradno sprejela Resolucijo Varnostnega sveta ZN 338,  ki je določila premirje ob koncu Jom Kipurske vojne, sprejela tudi Resolucijo 242. 
14. decembra 1981 je Izrael sprejel zakon o Golanski planoti, ki je razširil izraelsko upravo in zakone na področje. Izrael se je izrecno izogibal uporabi izraza "pripojitev" za opis spremembe statusa. Vendar pa je Varnostni svet ZN de facto aneksijo zavrnil v Resoluciji VS ZN 497, ki jo je razglasila za "nično in neveljavno ter brez mednarodnega pravnega učinka",  in posledično Golansko planoto še naprej obravnava kot ozemlje, ki ga zaseda Izrael. Ukrep so kritizirale tudi druge države, bodisi da je nezakonit bodisi ne pomaga bližnjevzhodnemu mirovnemu procesu. 
Meddržavno sodišče (ICJ), Generalna skupščina ZN  in Varnostni svet ZN obravnavajo vsi Izrael kot okupacijsko silo na ozemljih.  Posebni poročevalec ZN Richard Falk je izraelsko okupacijo označil za "žalitev mednarodnega prava ".  Vrhovno sodišče Izraela je razsodilo, da Izrael drži Zahodni breg pod "vojaško okupacijo ".  Po Sassonovem poročilu je izraelsko vrhovno sodišče z vrsto različnih sodnikov tekom več kot štirih desetletij vedno znova presodilo, da za izraelsko prisotnost na Zahodnem bregu velja mednarodno pravo.  Vendar so izraelske vlade druga za drugo raje uporabljale izraz "sporna ozemlja" za Zahodni breg  

## Palestinska ozemlja

### Ozadje
Obe ozemlji, Zahodni breg in območje Gaze, sta bili del Mandata Palestina. Njuno prebivalstvo sestavljajo predvsem palestinski Arabci, med njimi precejšen delež beguncev, ki so arabsko-izraelski vojni 1948 pobegnili ali so bili izgnani iz Izraela in ozemlja pod izraelskim nadzorom. Danes Palestinci predstavljajo približno polovico prebivalstva države Jordanije.
Jordanija je imela Zahodni breg, vključno z vzhodnim Jeruzalemom, zaseden od leta 1948 do 1967, priključila ga je leta 1950 in prebivalcem podelila jordansko državljanstvo leta 1954. Odločitev so preklicali leta 1988, ko je Jordanija priznala Palestinsko osvobodilno organizacijo (PLO) kot edinega predstavnika palestinskega ljudstva). Egipt je upravljal območje Gaze od leta 1948 do 1967, vendar ga ni priključil ali prebivalcev Gaze sprejel za egipčanske državljane.

## Zahodni breg
Zahodni breg je bil dodeljen arabski državi v skladu z Načrtom Združenih narodov o razdelitvi iz leta 1947, vendar je Zahodni breg okupirala Transjordanija po vojni leta 1948. Aprila 1950 je Jordanija priključila Zahodni breg, vendar sta ta korak priznala le Združeno kraljestvo in Pakistan.
Leta 1967 je Zahodni breg prešel pod izraelsko vojaško upravo. Izrael je obdržal mukhtar (župan) sistem vladanja, ki ga je podedoval od Jordanije. Poznejše vlade so začele razvijati infrastrukturo v arabskih vaseh pod njegovim nadzorom.. Zaradi t.i. zakona o enklavah, to izraelske zakonodaje o naseljih na Zahodnem bregu, se obširni deli izraelskega civilnega prava uporabljajo za izraelske naselbine in izraelske prebivalce na zasedenih ozemljih.
Po obojestranskem priznanju PLO in Izraela iz leta 1993 je večina palestinskega prebivalstva in naselij prišla pod jurisdikcijo Palestinske nacionalne uprave in le delni izraelski vojaški nadzor, čeprav je Izrael pogosto prerazporejal svoje čete in ponovno vzpostavil popolno vojaško upravo na različnih delih obeh ozemelj. 31. julija 1988 se je Jordanija odpovedala svojim zahtevam po Zahodnem bregu za PLO.
Leta 2000 je izraelska vlada začela graditi izid znotraj Zahodnega brega, ki ločuje Izrael in več njegovih naselbin ter precejšnje število Palestincev od preostalega dela Zahodna banka. Kabinet zvezne države Izrael je odobril pot za gradnjo ločevalne pregrade, katere skua dolžina bo približno 760 km (472 mi), zgrajena predvsem na Zahodnem bregu in delno vzdolž "zelene črte" - črte premirja iz leta 1949 - med Izraelom in palestinskim Zahodnim bregom. 12 % območja Zahodnega brega je na izraelski strani pregrade.
Leta 2004 je Meddržavno sodišče izdalo svetovalno mnenje, v katerem je navedeno, da pregrada krši mednarodno pravo. Trdilo je, da se "Izrael ne more sklicevati na pravico do samoobrambe ali stanje nuje, da se prepreči protipravnost gradnje zidu«. Vendar pa je izraelska vlada svojo utemeljitev za gradnjo te ovire našla s premierjem Ehudom Barakom, ki je izjavil, da je »bistvenega pomena za palestinski narod, da spodbuja svojo nacionalno identiteto in neodvisnost, ne da bi bil odvisen od države Izrael«". Izraelsko vrhovno sodišče, ki je zasedalo kot višje sodišče, je navedlo, da je Izrael območji Judeje in Samarije držal v bojeviti okupaciji od leta 1967. Sodišče je tudi menilo, da normativni veljajo določbe mednarodnega javnega prava v zvezi z vojaško okupacijo. Navedeni so bili predpisi o zakonih in običajih vojne na kopnem, Haag iz leta 1907 in Četrta ženevska konvencija o zaščiti civilnih oseb v času vojne iz leta 1949. 
Približno 500.000 izraelskih naseljencev živi na Zahodnem bregu, dodatnih 200.000 pa v vzhodnem Jeruzalemu. Pregrada ima številne učinke na Palestince, vključno z zmanjšanimi svoboščinami, zaporami cest, izgubo zemlje, večjimi težavami pri dostopu do zdravstvenih in izobraževalnih storitev v Izraelu,  omejen dostop do vodnih virov in ekonomski učinki. V zvezi s kršitvijo svobode Palestincev so Združeni narodi v poročilu iz leta 2005 izjavili, da: [47]... je težko preceniti humanitarni vpliv pregrade. Pot znotraj Zahodnega brega ločuje skupnosti, dostop ljudi do storitev, sredstev za preživetje ter verskih in kulturnih dobrin. Poleg tega so načrti za natančno pot pregrade in točke prehoda skozinjo pogosto v celoti razkriti šele nekaj dni pred začetkom gradnje. To je med Palestinci povzročilo precejšnjo zaskrbljenost glede tega, kako bo to vplivalo na njihova prihodnja življenja... Ozemlje med pregrado in zeleno črto predstavlja nekaj najbolj rodovitnih na Zahodnem bregu. Trenutno je dom za 49.400 Palestincev na Zahodnem bregu, ki živijo v 38 vaseh in mestih.
6. februarja 2017 je Kneset sprejel sporni Zakon o regulaciji, namenjen legalizaciji 2000 do 4000 izraelskih naselbin v coni C za nazaj. 9. junija 2020 je izraelski Vrhovno sodišče je razveljavilo zakon kot »kršitev lastninskih pravic palestinskih prebivalcev«.
Februarja 2023 je nova izraelska vlada pod vodstvom Benjamina Netanyahua odobrila legalizacijo devetih postojank nezakonitih naseljencev na Zahodnem bregu. Finančni minister Bezalel Smotrič je prevzel vodenje večine Civilne uprave, pridobitev široke pristojnosti nad civilnimi vprašanji na Zahodnem bregu. Junija 2023 je Izrael je skrajšal postopek odobritve gradnje naselij in finančnemu ministru Smotrichu dal pooblastilo za odobritev ene od faz, s čimer je spremenil sistem, ki je deloval zadnjih 27 let. V prvih šestih mesecih zgradili 13.000 stanovanjskih enot v naseljih, kar je skoraj trikrat več kot v celotnem letu 2022.

### Vzhodni Jeruzalem
Jeruzalem je odprl dodatne probleme v zvezi z vprašanjem, ali gre za okupirano ozemlje ali ne. 1947 Razdelitveni načrt ZN je predvideval, da bo ves Jeruzalem mednarodno mesto znotraj mednarodnega območja, ki bo vključevalo Betlehem vsaj deset let, potem pa bo prebivalcem dovoljeno izvesti referendum in skrbniški svet bo ponovno preučil zadevo.
Vendar pa je po arabsko-izraelski vojni 1948 Jordan zavzel Vzhodni Jeruzalem in staro mesto, Izrael pa je zavzel in priključil zahodni del Jeruzalem 
. Jordanija je leta 1950 kot začasni skrbnik na zahtevo palestinske delegacije priključila Vzhodni Jeruzalem skupaj s preostalim Zahodnim bregom.  Čeprav sta aneksijo priznali samo dve državi, poteze Varnostni svet ZN ni obsodil., Velika Britanija suverenosti Jordanije nad ozemljem.. Izrael je leta 1967 v šestdnevni vojni zavzel in anektiral vzhodni Jeruzalem. 27. junija je Izrael razširil svoje zakone, jurisdikcijo in upravo na vzhodni Jeruzalem in več bližnjih mest in vasi ter območje vključil v jeruzalemsko občino. Leta 1980 je Kneset sprejel Jeruzalemski zakon, razglašen za temeljni zakon, s katerim je razglasil Jeruzalem za "popolno in združeno" glavno mesto Izraela. Vendar je Varnostni svet Združenih narodov z Resolucijo 478 to dejanje razglasil za "nično in neveljavno", ki ga je "treba nemudoma preklicati". Mednarodna skupnost ne priznava izraelske suverenosti nad vzhodnim Jeruzalemom, ima ga za okupirano ozemlje.
Resolucija Varnostnega sveta ZN 478 je tudi pozvala države z diplomatskimi predstavništvi v Jeruzalemu, da jih umaknejo iz mesta. Večina držav z veleposlaništvi v Jeruzalemu je pred sprejetjem Resolucije 478 upoštevala zahtevo in svoja veleposlaništva preselila v Tel Aviv ali druga izraelska mesta. Po umiku Kostarike in El Salvadorja avgusta 2006 nobena država ni imela več svojega veleposlaništva v Jeruzalemu do leta 2018 (Bolivija in Paragvaj sta imela zastopstvo v bližnjem Mevaseret Zion). Kongres Združenih držav je leta 1995 sprejel Zakon o veleposlaništvu v Jeruzalemu , po katerem je "Jeruzalem treba priznati prestolnico države Izrael; veleposlaništvo Združenih držav v Izraelu pa bi se moralo nahajati v Jeruzalemu najkasneje 31.maja 1999." Prebivalci Vzhodnega Jeruzalema se vse bolj vključujejo v izraelsko družbo, kar se tiče izobrazbe, državljanstva, državne službe in drugih vidikov.. Nedavne raziskave kažejo, da bi večina vzhodnojeruzalemskih Palestincev, če bi imeli možnost, da seo tem izjasnijo, bila proti prenosu vzhodnega Jeruzalema izpod izraelske oblasti v roke PA. Po besedah strokovnjaka za Bližnji vzhod Davida Pollocka bi v primeru, da pride do rešitve v obliki dveh držav, bi 48 % vzhodnojeruzalemskih Arabcev bilo za to, da so državljani Izraela, 42 % bi bili raje v državi Palestini, 9 % pa bi se odločilo za jordansko državljanstvo.
Maja 2021 je prišlo do spopadov med Palestinci in izraelsko policijo zaradi nadaljnjih (pričakovanih) izselitev Palestincev iz soseske Šejk Džara v vzhodnem Jeruzalemu.

### Območje Gaze
Območje Gaze je bilo dodeljeno arabski državi, predvideni v Načrt Združenih narodov o razdelitvi iz leta 1947, vendar na tej osnovi ni prišlo do nastanka arabske države. Zaradi sporazumov o premirju iz leta 1949 je območje Gaze zasedel Egipt.
Od 1948 do 1967 je bilo območje Gaze pod egiptovsko vojaško upravo in je bilo uradno pod jurisdikcijo Vsepalestinske vlade, dokler se leta 1959 ni združilo v Združeno arabsko republiko in dejansko prišlo pod neposreden nadzor Egipta. oz. njegovega vojaškega guvernerja 
Med letoma 1967 in 1993 je bilo območje Gaze pod izraelsko vojaško upravo. Marca 1979 se je Egipt z mirovni pogodbi med Izraelom in Egiptom.odrekel vsem zahtevam po Gazi.V okviru pisem o priznanju Izraelsko-palestinske osvobodilne organizacije leta 1993 je območje Gaze prešlo pod jurisdikcijo Palestinske narodne uprave.Mnenje Mednarodnega sodišča iz julija 2004 obravnava Gazo kot del zasedenega palestinskega ozemlja.
Februarja 2005 je izraelska vlada glasovala za enostranski umik z območja Gaze. Načrt se je začel izvajati 15. avgusta 2005 in je bil zaključen 12. septembra 2005. Po načrtu so bile vse izraelske naselbine na območju Gaze (in štiri na Zahodnem bregu) in skupna izraelsko-palestinska industrijska cona Erez ukinjene in zraelske naseljence (okoli 9000, večina v Gush Katif naselbinsko območje na jugozahodu Stripa) in vojaške baze se je odselilo. Nekateri naseljenci so se ukazu uprli in IDF jih je prisilno odstranila. 12. septembra 2005 je izraelski kabinet uradno razglasil konec izraelske vojaške okupacije Gaze. Da bi se izognil obtožbam, da je še vedno v okupaciji katerega koli dela Gaze, se je Izrael umaknil tudi s Filadelfijske poti, ki je ozek pas ob meji Egipta z Egiptom , potem ko je Egipt pristal na zavarovanje svoje strani meje. V skladu s sporazumi iz Osla naj bi Filadelfijska pot ostala pod izraelskim nadzorom, da bi preprečili tihotapljenje materialov (kot je strelivo) in ljudi čez mejo z Egiptom. Ker se je Egipt strinjal s patruljiranjem na svoji strani meje, je bilo upanje, da bo cilj dosežen. Vendar je Izrael ohranil nadzor nad prehodi v Gazo in iz nje. Prehod Rafa med Egiptom in Gazo je izraelska vojska spremljala s posebnimi nadzornimi kamerami. Uradne dokumente, kot so potni listi, osebne izkaznice, izvozni in uvozni dokumenti ter številne druge, je morala odobriti izraelska vojska.
Izraelsko stališče je, da ne zaseda več Gaze, saj Izrael ne izvaja učinkovitega nadzora ali oblasti nad ozemljem ali iustanovamii znotraj Gaze. Ministrica za zunanje zadeve Izraela Tzipi Livni je januarja 2008 izjavila: "Izrael se je odstranill iz Gaze. Odstranil je vsa svoja naselja. Po umiku tam ni ostal noben izraelski vojak." Izrael tudi ugotavlja, da Gaza ne pripada nobeni suvereni državi.
Takoj po umiku Izraela leta 2005 je predsednik palestinskih oblasti Mahmud Abas izjavil, da se "pravni status območij, predvidenih za evakuacijo, ni spremenil." Human Rights Watch je prav tako izpodbijal, da se je s tem končala okupacija. Združeni narodi, Human Rights Watch in številni drugi mednarodni organi in NVO še naprej menijo, da je Izrael okupacijska sila območje Gaze, saj Izrael nadzoruje zračni prostor in teritorialne vode območja Gaze ter gibanje ljudi ali blaga v Gazo ali iz nje po zraku ali morju. 
Urad za usklajevanje humanitarnih zadev Združenih narodov vzdržuje urad za "zasedeno palestinsko ozemlje", ki se ukvarja z območjem Gaze. V svoji izjavi o konfliktu med Izraelom in Gazo 2008–2009 Richard Falk, posebni poročevalec Združenih narodov o "položaju človekovih pravic na palestinskih ozemljih" zapisal, da mednarodno humanitarno pravo velja za Izrael "v zvezi z obveznostmi okupacijske sile in v zahtevah vojni zakoni." Leta 2009 je v intervjuju za Democracy Now Christopher Gunness, tiskovni predstavnik Agencije Združenih narodov za pomoč in zaposlovanje palestinskih beguncev na Bližnjem vzhodu (UNRWA) trdi, da je Izrael okupacijska sila. Vendar Meagan Buren, višja svetovalka proizraelske medijske skupine Israel Project, izpodbija to karakterizacijo.
Leta 2007, potem ko je Hamas premagal Fatah v Bitki za Gazo (2007) in prevzel nadzor nad Gazo, je Izrael začel z blokado področja Gaze. Palestinski raketni napadi in izraelski napadi, kot je operacija Vroča zima, so se nadaljevali v letu 2008. šestmesečno premirje je bilo dogovorjeno junija 2008, vendar sta ga Izrael in Hamas večkrat prekršila. Ko se je premirje izteklo, je Hamas sporočil, da ne želijo obnoviti prekinitve ognja, če se pogoji ne izboljšajo Konec decembra 2008 izraelski sile so začele operacijo Cast Lead, s katero se je začela vojna v Gazi, v kateri je po ocenah umrlo 1166–1417 Palestincev in 13 Izraelcev.
Januarja 2012 je tiskovni predstavnik generalnega sekretarja ZN izjavil, da v skladu z resolucijami Varnostnega sveta in Generalne skupščine ZN še vedno obravnavajo Gazo kot del zasedenega palestinskega ozemlja.
7. oktobra 2023 je Hamas začel obširen vdor in napad na Izrael z območja Gaze. 9. oktobra 2023, po začetku konflikta med Gazo in Izraelom oktobra 2023 in napadov skrajnežev Hamasa v Izraelu, je Izrael uvedel "popolno blokado" območje Gaze. izraelski obrambni minister Yoav Gallant je napovedal popolno blokado Gaze l: "Ne bo elektrike, hrane, goriva, vse je zaprto."

## Mnenja in stališča

### Palestinska stališča
Al Haq, neodvisna palestinska organizacija za človekove pravice s sedežem v Ramali na Zahodnem bregu in podružnica Mednarodne komisije pravnikov, navaja člen 27 Dunajske konvencije o mednarodnem pravu, po katerem 'se pogodbena stranka ne sme sklicevati se na določbe svoje notranje zakonodaje kot utemeljitev za neizpolnjevanje pogodbe." Izraelsko zanašanje na lokalno zakonodajo kot tako ne upravičuje njegovih kršitev njegovih mednarodnih pravnih obveznosti." Poleg tega je palestinska misija pri ZN objavila naslednje::
da je brez pomena, ali ima država monističen ali dualistčen pristop k vključevanju mednarodnega prava v domače pravo. Stališče, ki je odvisno od takšnih premislekov, je v nasprotju s členom 18 Dunajske konvencije o pravu pogodb iz leta 1969, ki pravi, da se je država dolžna vzdržati dejanj, ki bi ogrozila cilj in namene pogodbe, ko je enkrat sprejela odlok o soglasju z njo." Pogodba, ki je v bistvu kodifikacija običajnega mednarodnega prava, tudi določa, da se država "ne sme sklicevati na določbe svojega notranjega prava kot opravičilo za neizpolnjevanje pogodbe" (Art. 27).

### Israelska stališča
Izraelska vlada trdi, da je po mednarodnem pravu za Zahodni breg velja status spornega ozemlja..
Vprašanje je pomembno, ker status "zasedenih ozemelj" vpliva na pravne dolžnosti in pravice Izraela do teh ozemelj. Zato so o tem razpravljali na različnih forumih, med drugim tudi v ZN

#### Izraelske sodne odločitve
V dveh zadevah, o katerih je bilo odločeno kmalu po osamosvojitvi, v zadevah Shimshon in Stampfer, je vrhovno sodišče Izraela razsodilo, da so temeljna pravila mednarodnega prava, ki so jih vsi "civilizirani" narodi sprejeli kot zavezujoča, vključena v domači pravni sistem Izraela. Vojaško sodišče v Nürnbergu je ugotovilo, da so členi, priloženi IV haški konvenciji iz leta 1907, običajno pravo, ki so ga priznavali vsi civilizirani narodi.. IV preteklosti je vrhovno sodišče trdilo, da Ženevska konvencija, kolikor je ne podpira domača zakonodaja, "ne zavezuje tega sodišča, saj je njeno uveljavljanje stvar držav, ki so pogodbenice konvencije". Odločili so, da "konvencionalno mednarodno pravo ne postane del izraelskega prava z avtomatsko vključitvijo, ampak samo, če je sprejeto ali združeno z izraelskim pravom z uveljavitvijo primarne ali podzakonske zakonodaje, iz katere ima svojo veljavo". Vendar pa je v isti odločitvi sodišče razsodilo, da veljajo pravila Četrte haaške konvencije, ki urejajo medvojno okupacijo, saj so bila priznana kot običajno mednarodno pravo..
Izraelsko vrhovno sodišče je v zadevi Elon Moreh iz leta 1979 odločilo, da je bilo zadevno območje pod okupacijo in da lahko v skladu s tem samo vojaški poveljnik območja rekvirira zemljo v skladu s členom 52 pravilnika, priloženega k Haaški IV konvenciji. Vojaška potreba je bila naknadna misel pri načrtovanju delov naselja Elon Moreh. Ta položaj ni izpolnjeval natančnih omejitev, določenih v členih Haaške konvencije, zato je sodišče odločilo, da je bil nalog za odvzem neveljaven in nezakonit.V zadnjih desetletjih je izraelska vlada pred vrhovnim sodiščem Izraela trdila, da njena oblast na ozemljih temelji na mednarodnem pravu "vojskujoče se okupacije", zlasti na haaških konvencijah. Sodišče je to razlago večkrat potrdilo, na primer v sodbah o ločilni ograji iz let 2004 in 2005.

V svoji sodbi iz junija 2005, s katero je potrdilo ustavnost ločitve od Gaze, je sodišče odločilo, da sta "Judeja in Samarija" [Zahodni breg] in območje Gaze ozemlja, zasežena med vojno, in tako nista del Izraela:
Območje Judeje in Samarije je v vojaški okupaciji države Izrael. Dolga roka države na tem območju je vojaški poveljnik. Na ozemlju, ki ga zasedajo vojne sile, ni suveren (glej Zadeva Beit Sourik, str. 832). Njegovo moč mu podeljuje javno mednarodno pravo glede vojaške okupacije. Pravni pomen tega vidika e dvojen: prvič, izraelska zakonodaja na teh območjih ne velja. Niso bila "anektirana" k Izraelu. Drugič, pravni režim, ki se uporablja na teh območjih, določa mednarodno javno pravo za področje vojne okupacije (glej HCJ 1661/05 Regionalni svet obale Gaze proti Knesetu et al. - še neobjavljeno, odstavek 3 mnenja Sodišča; v nadaljnjem besedilu – Zadeva regionalnega sveta ob obali Gaze). V središču tega javnega mednarodnega prava so Predpisi o zakonih in običajih vojne na kopnem, Haag, 18. oktober 1907 (v nadaljnjem besedilu – Haški predpisi). Ti predpisi so odraz mednarodnega običajnega prava. Pravo vojskujoče se okupacije določa tudi IV Ženevska konvencija o zaščiti civilnih oseb v času vojne iz leta 1949 (v nadaljevanju – Četrta ženevska konvencija).

#### Izraelski pravni in politični vidiki
Kmalu po vojni leta 1967 je Izrael izdal vojaški ukaz, ki je določal, da se Ženevske konvencije uporabljajo za nedavno okupirana ozemlja, vendar je bil ta ukaz nekaj mesecev pozneje preklican. Izrael je vrsto let z različnimi razlogi trdil, da ženevske konvencije ne veljajo. Ena je teorija manjkajočega reversionerja, ki je trdila, da se Ženevske konvencije uporabljajo samo za suvereno ozemlje visoke pogodbene stranke in se zato ne uporabljajo, saj Jordanija nikoli ni izvajala suverenosti nad regijo. Vendar se mednarodna skupnost ne strinja s to razlago. Meddržavno sodišče, Generalna skupščina ZN, Varnostni svet ZN in izraelsko vrhovno sodišče so podprli uporabo Ženevske konvencije za zasedena palestinska ozemlja.
V obravnavah pred izraelskim vrhovnim sodiščem se je vlada strinjala, da je pristojnost vojaškega poveljnika zasidrana v Četrti ženevski konvenciji o zaščiti civilnih oseb v času vojne in da se uporabljajo humanitarna pravila Četrte ženevske konvencije. Izraelsko ministrstvo za zunanje zadeve trdi, da je vrhovno sodišče Izraela razsodilo, da četrta ženevska konvencija in nekateri deli dodatnega protokola I odražajo običajno mednarodno pravo, ki se uporablja na zasedenih ozemljih.
Nekdanji predsednik vrhovnega sodišča Meir Shamgar je z drugačnim pristopom v sedemdesetih letih prejšnjega stoletja zapisal, da Četrta ženevska konvencija iz leta 1949 glede zasedenih ozemelj ni de jure ne velja za Zahodni breg in Gazo, ker konvencija " temelji na predpostavki, da je pred tem obstajal legitimen suveren, ki so ga odstranili." Izraelski diplomat Dore Gold je izjavil, da je uporaba "okupacije" palestinskim govornikom omogočil zameglitev te zgodovine. Z večkratnim opozarjanjem na "okupacijo" jim uspe zlasti pred zahodnim občinstvom postaviti vzročnost konflikta na glavo. Tako naj bi bil sedanji ozemeljski spor rezultat izraelske odločitve o "okupaciji" in ne posledica vojne, ki jo je Izraelu vsilila koalicija arabskih držav leta 1967..
Gershom Gorenberg je kot odgovor tem stališčem zapisal, da se je izraelska vlada že od svega začetka zavedala, da z gradnjo civilnih naselij na področjih pod upravo IDF krši ženevsko konvencijo. V odgovoru navaja, da je Theodor Meron kot pravni svetovalec zunanjega ministrstva imel vlogo strokovnjaka izraelske vlade za mednarodno pravo. 16. septembra 1967 je Meron gospodu Adiju Yafehu, političnemu sekretarju predsednika vlade, poslal strogo zaupno obvestilo v zvezi z "naseljevanjem na ozemljih pod upravo", v katerem stoji: "Moj zaključek je, da je civilne naselbine na področjih pod upravo v nasprotju z izrecnimi določbami četrte ženevske konvencije." Moshe Dayan je leta 1968 napisal tajni memorandum, v katerem je predlagal množično naselitev na ozemljih, v katerem je rečeno: "Naselitev Izraelcev na ozemlju pod nadzorom je, kot je znano, v nasprotju z mednarodnimi konvencijami, kar pa ni nič bistveno novega."
Različni izraelski kabineti so podali politične izjave in številni izraelski državljani in podporniki se ne strinjajo s tem, da gre za okupirana področja, in trdijo, da uporaba izraza "okupirano" v zvezi z izraelskim nadzorom nad območji nima podlage v mednarodnem pravu ali zgodovini in da prejudicira izid morebitnih prihodnjih ali tekočih pogajanj.Trdijo, da je pravilneje kot "okupirana", ozemlja imenovati "sporna", čeprav se strinjajo, da se do rešitve spora uporabljajo humanitarne določbe Četrte ženevske konvencije. Yoram Dinstein je zavrnil stališče, da gre za zasedena ozemlja, ker ta trditev "temelji na dvomljivi pravni podlagi". Številna spletna mesta izraelske vlade omenjajo ta območja kot "okupirana ozemlja". kot poroča BBC "Izrael trdi, da mednarodne konvencije v zvezi z okupirano zemljo ne veljajo za palestinska ozemlja, ker sploh niso bila predmet legitimne suverenosti nobene države."
V poročilu o pravnem statusu gradenj v Judeji in Samariji, ki se običajno imenuje Levyjevo poročilo, objavljenem julija 2012, tričlanski odbor, ki ga vodi nekdanji sodnik izraelskega vrhovnega sodišča Edmund Levy, ki ga je imenoval premier Binyamin Netanyahu, prihaja do ugotovitev, da izraelska prisotnost na Zahodnem bregu v pravnem smislu ne predstavlja okupacije in da izraelske naselbine na teh ozemljih niso v nasprotju z mednarodnim pravom Poročilo je naletelo tako na odobravanje kot na ostre kritike v Izraelu in zunaj njega. Od julija 2013 dalje poročilo ni bilo predloženo izraelskemu kabinetu ali kateremu koli parlamentarnemu ali vladnemu organu, ki bi imel pooblastilo, da ga odobri.

### Mednarodna stališča
Uradni izraz, ki ga Varnostni svet Združenih narodov uporablja za opis od Izraela zasedenih ozemelj, je "arabska ozemlja, zasedena od leta 1967, vključno z Jeruzalemom", ki se uporablja na primer v Resolucijah 446 (1979) Arhivirano 2015-05-17 na Wayback Machine., 452 (1979) Arhivirano 2015-04-04 na Wayback Machine., 465 (1980) in 484. Konferenca pogodbenic Četrte ženevske konvencije in Mednarodni odbor Rdečega križa sta tudi sklenila, da gre za okupirana ozemlja in da se uporabljajo določbe Četrte ženevske konvencije glede zasedenih ozemelj.
Izraelske aneksije Vzhodnega Jeruzalema leta 1980 (glej Zakon o Jeruzalemu) ni priznala nobena država, aneksijo Golanske planote leta 1981 (glej Zakon o Golanski planoti) pa so priznale le Združene države. Resolucija Varnostnega sveta Združenih narodov 478 je aneksijo Vzhodnega Jeruzalema razglasila za "nično in neveljavno" in zahtevala njen preklic. Resolucija Varnostnega sveta Združenih narodov 497 je tudi razglasila priključitev Golan za "nično in neveljavno". Po umiku Izraela s Sinajskega polotoka leta 1982 v okviru mirovne pogodbe med Egiptom in Izraelom iz leta 1979 Sinaj ni več veljal za okupirano ozemlje. Medtem ko Palestinska uprava, EU, Meddržavno sodišče, Generalna skupščina ZN in Varnostni svet ZN menijo, da je Vzhodni Jeruzalem del Zahodnega brega in okupiran s strani Izraela; Izrael ima celoten Jeruzalem za svojo prestolnico in suvereno ozemlje.
Mednarodna skupnost je uradno zaupala Mednarodnemu odboru Rdečega križa (ICRC) vlogo varuha mednarodnega humanitarnega prava. To pom3ni med drugim funkcijo čuvaja, ki lahko neposredno ukrepa, da strani v oboroženih spopadih spodbudi k spoštovanju mednarodnega humanitarnega prava. Vodja delegacije Mednarodnega Rdečega križa v Izraelu in na okupiranih ozemljih je izjavil, da je ustanavljanje izraelskih naselbin na okupiranih ozemljih huda kršitev ženevske konvencije, ki predstavlja vojni zločin.
Leta 1986 je Meddržavno sodišče razsodilo, da deli ženevskih konvencij iz leta 1949 samo deklarirajo obstoječe mednarodno običajno pravo. Leta 1993 je Varnostni svet ZN sprejel zavezujočo resolucijo iz VII. poglavja o ustanovitvi Mednarodnega kazenskega sodišča za nekdanjo Jugoslavijo. Z resolucijo je bil potrjen statut, v katerem je pisalo, da do problema spoštovanja ženevskih konvencij nekaterih, ne pa vseh držav, ne prihaja, saj je konvencija nedvomno deklarativna za mednarodno običajno pravo. Kasnejša razlaga Meddržavnega sodišča ne podpira stališča Izraela glede uporabnosti ženevskih konvencij.
Julija 2004 je Meddržavno sodišče podalo svetovalno mnenje o „pravnih posledicah gradnje zidu na zasedenem palestinskem ozemlju“ ('Legal Consequences of the Construction of a Wall in the Occupied Palestinian Territory'). Sodišče je ugotovilo, da se v skladu z običajnim mednarodnim pravom, kot ga odseva 42. člen pravilnika, priloženega IV. Haaški konvenciji, ozemlje šteje za okupirano, kadar je dejansko pod oblastjo sovražne vojske, okupacija pa se razteza le na ozemlje, kjer se je taka uprava vzpostavila in se lahko izvaja. Izrael je navedel številne izjeme in ugovore, vendar za sodišče niso bili prepričljivi. Sodišče je razsodilo, da so ozemlja med spopadom med Izraelom in Jordanijo leta 1967 zasedle izraelske obrambne sile in da poznejši dogodki na teh ozemljih situacije niso spremenili.
Več resolucij Generalne skupščine Združenih narodov je nadaljnjo okupacijo Palestine opisalo kot nezakonito. Michael Lynk, posebni poročevalec Združenih narodov za človekove pravice na palestinskih ozemljih, zasedenih od leta 1967, je v svojem poročilu Generalni skupščini ZN leta 2017 izrazil mnenje, da je okupacija sama po sebi postala nezakonita, in priporočil, da se pripravi študija ZN, ki bi to ugotovila, in da razmisli o tem, da bi Meddržavno sodišče zaprosili za svetovalno mnenje. Splošna usmeritev mednarodnopravne štipendije, ki obravnava to vprašanje, je ugotovila, da je okupacija sčasoma postala nezakonita, ne glede na to, ali je bila prvotno zakonita. Med razlogi za njeno nezakonitost so kršitev prepovedi pridobivanja ozemlja s silo, dejstvo, da okupacija krši palestinsko pravico do samoodločbe, in dejstvo, da je okupacija sama po sebi nezakonit režim "tujčevega podjarmljenja, dominacije in izkoriščanja" oz. neka kombinacija teh dejavnikov.

## Kršitve mednarodnega prava
Ustanavljanje izraelskih naselbin velja za preseljevanje izraelskega civilnega prebivalstva na zasedena ozemlja in je to po Četrti ženevski konvenciji nezakonito. Temu oporekajo drugi pravni strokovnjaki, ki se s tako razlago zakona ne strinjajo.
Leta 2000 so uredniki Palestinskega letopisa za mednarodno pravo Ženevske akademije za mednarodno humanitarno pravo in človekove pravice (1998–1999) zapisali, da je "priseljevanje, neposredno ali posredno, dela lastnega civilnega prebivalstva s strani okupatorja na zasedeno ozemlje, ali deportacija ali selitev prebivalstva zasedenega ozemlja, v celoti ali deno, znotraj ali zunaj tega ozemlja" predstavlja vojni zločin. Menijo, da to očitno velja za izraelske poselitvene dejavnosti na zasedenih arabskih ozemljih."
Leta 2004 je Meddržavno sodišče v svetovalnem, nezavezujočem mnenju ugotovilo, da je Varnostni svet izraelsko politiko in prakso naseljevanja delov prebivalstva in novih priseljencev na zasedenih ozemljih bil opisal kot "očitno kršitev" četrte Ženevska konvencija. Sodišče je tudi zaključilo, da so bile izraelske naselbine na zasedenem palestinskem ozemlju (vključno z vzhodnim Jeruzalemom) ustanovljene "v nasprotju z mednarodnim pravom" in da so vse države pogodbenice Ženevske konvencije dolžne zagotoviti, da Izrael spoštuje mednarodno pravo. kot je vsebovano v konvenciji.
Maja 2012 je 27 ministrov za zunanje zadeve Evropske unije objavilo poročilo, v katerem so ostro obsodili politike države Izrael na Zahodnem bregu in ugotovili, da so naselbine na Zahodnem bregu nezakonite: "naselbine so dalje nezakonite po mednarodnem pravu, ne glede na nedavne odločitve izraelske vlade. EU ponavlja, da ne bo priznala nobenih sprememb meja izpred leta 1967, vključno z Jeruzalemom, razen tistih, o katerih se strani dogovorita." Poročilo vseh zunanjih ministrov EU je tudi kritiziralo izraelsko vlado, da ni odstranila postojank naseljencev, ki so celo po domači izraelski zakonodaji nezakonite.
Izrael zanika, da bi izraelske naselbine kršile mednarodno pravo. Izraelsko vrhovno sodišče mora še dokončno odločiti o zakonitosti naselbin v skladu z Ženevsko konvencijo.

### Poročilo OZN o naselbinah 2012
Komisija Združenih narodov za človekove pravice je marca 2012 odločila, da ustanovi komisijo, zadolženo za preiskavo "posledic izraelskih naselbin na državljanske, politične, ekonomske, socialne in kulturne pravice palestinskega ljudstva na celotnem zasedenem palestinskem ozemlju, vključno z vzhodnim Jeruzalemom". V odgovor je izraelska vlada prenehala sodelovati z Visokim komisarjem ZN za človekove pravice in bojkotirala Komisijo ZN za človekove pravice. Ameriška vlada je ugodila zahtevi izraelske vlade, da naj skuša preprečiti oblikovanje take komisije ..
31. januarja 2012 je neodvisna "Mednarodna misija Združenih narodov za ugotavljanje dejstev o izraelskih naselbinah na okupiranem palestinskem ozemlju" objavila poročilo, v katerem navaja, da je izraelsko naseljevanje povzročilo številne kršitve palestinskih človekovih pravic in da, če Izrael ne ustavi vseh nemudoma naselitvene dejavnosti in začeli umikati vse naseljence z Zahodnega brega, slahko pride do tožbe na Mednarodnem kazenskem sodišču. Pravi, da je Izrael kršil 49. člen četrte ženevske konvencije, ki prepoveduje premeščanje civilnih oseb okupacijskega naroda na okupirano ozemlje. Meni, da naselbine "vodijo vkradoma v aneksijo, ki preprečuje vzpostavitev preživetja sposobne palestinske države v enem kosu in spodkopava pravico palestinskega ljudstva do samoodločbe." Po sprejemu Palestine v Združene narode kot države nečlanice septembra 2012 bi lahko njeno pritožbo obravnavalo Mednarodno sodišče. Izraelsko zunanje ministrstvo je na poročilo odgovorilo, da bodo "kontraproduktivni ukrepi – kot je poročilopred nami – samo ovirali prizadevanja pri iskanju trajne rešitve za izraelsko-palestinski konflikt. Svet za človekove pravice se je na žalost odlikoval s svojo sistematično enostranskostjo in pristranskim pristopom do Izraela."

### Direktiva EU iz leta 2013 za obdobje od 2014 do 2020
Po odločitvi zunanjih ministrov Evropske unije (EU) decembra 2012, da morajo "vsi sporazumi med državo Izrael in EU nedvoumno in izrecno navesti njihovo neuporabnost za ozemlja, ki jih je leta 1967 okupiral Izrael", je Evropska komisija 30. junija 2013 objavila smernice za finančni okvir za obdobje 2014–2020, ki zajema vsa področja sodelovanja med EU in Izraelom, med drugim gospodarstvo, znanost, kulturo, šport in akademijo, vendar brez trgovine. V skladu z direktivo morajo vsi prihodnji sporazumi med EU in Izraelom izrecno izključevati judovske naselbine ter izraelske institucije in organe, ki se nahajajo onstran Zelene črte pred 1967 – to je Golansko planoto, Zahodni breg in vzhodni Jeruzalem. Nepovratna sredstva, financiranje, nagrade ali štipendije EU bodo dodeljene le, če bo vključena klavzula o izključitvi naselbin, ki prisili izraelsko vlado, da si zagotovi sporazume z EU s tem, da v pisni obliki prizna, da so naselbine na zasedenih ozemljih zunaj države Izrael

EU je izjavila pri tem, da
so smernice... v skladu z dolgoletnim stališčem EU, da so izraelske naselbine nezakonite po mednarodnem pravu, in z nepriznanjem EU suverenosti Izraela nad zasedenimi ozemlji, ne glede na njihov pravni status po domačem izraelskem pravu. Izraelski subjekti trenutno uživajo finančno podporo in sodelovanje z EU in te smernice pa so zasnovane tako, da zagotovijo, da bo tako tudi ostalo. Hkrati je bila v Evropi izražena zaskrbljenost, da bi lahko izraelski subjekti na zasedenih ozemljih imeli koristi od podpore EU. Namen teh smernic je, ko gre za podporo EU, razlikovati med državo Izrael in zasedenimi ozemlji.
Smernice ne veljajo za noben palestinski organ na Zahodnem bregu ali v Vzhodnem Jeruzalemu in ne vplivajo na sporazume med EU in PLO ali palestinskimi oblastmi, tudi ne veljajo za izraelska vladna ministrstva ali nacionalne agencije, posameznike, organizacije za človekove pravice, ki delujejo na zasedenih ozemljih, ali nevladne organizacije, ki delujejo v smislu spodbujanja miru in so aktivne na zasedenih ozemljih..
Izraelski uradnik, ki je želel ostati neimenovan , je to potezo opisal kot "potres", sprožila je ostro kritiko premierja Benjamina Netanjahuja, ki je v izjavi za oddajo dejal: "Kot predsednik vlade Izraela ne bom dovolil, da bi na sto tisoče Izraelcev, ki živijo na Zahodnem bregu, Golanski planoti in naši združeni prestolnici Jeruzalemu, bilo oškodovanih Ne bomo sprejeli nobenih zunanjih diktatov glede naših meja. Ta zadeva bo rešena samo v neposrednih pogajanjih med stranema." Izrael je tudi zaskrbljen, da bi se enaka politika lahko razširila na proizvode iz naselbin in blago, ki se izvaža na evropske trge, saj si nekatere države članice EU, da bi potrošniku omogočili ozaveščeno izbiro, prizadevajo za vseevropsko politiko glede označevanja proizvodov in blaga, ki izvirajo iz judovskih naselbin. Posebna ministrska komisija pod vodstvom premierja Netanjahuja se je odločila, da se bo približala EU in zahtevala več ključnih sprememb smernic, preden bo pristala na nove projekte z Evropo. Tiskovni predstavnik EU je potrdil, da se pripravljajo nadaljnji pogovori med Izraelom in EU, in izjavil: "Pripravljeni smo organizirati razprave, med katerimi bo mogoče zagotoviti takšna pojasnila, in veselimo se nadaljnjega uspešnega sodelovanja med EU in Izraelom..."."
Palestinci in njihovi podporniki so pozdravili direktivo EU kot pomembno politično in gospodarsko sankcijo proti naselbinam. Hanan Ašravii je pozdravila smernice: "EU je z ravni izjav, deklaracij in obtožb prešla na učinkovite politične odločitve in konkretne korake, ki predstavljajo kvalitativni premik, ki bo pozitivno vplival na možnosti za mir."